# Hyesug Park
Hyesug Park (née en 1966 à Jinhae, Corée du Sud) est une céramiste et éducatrice allemande d'origine sud-coréenne, reconnue pour ses contributions innovantes à la céramique contemporaine.

## Biographie

### Jeunesse et éducation
Park est née en 1966 à Jinhae, un district qui a été intégré à la ville de Changwon en 2010. Elle a déménagé en Allemagne pour poursuivre des études supérieures dans le domaine des arts. De 2001 à 2007, elle a étudié le design de la céramique, de la porcelaine et du verre auprès des professeurs Gerhard Hahn et Thomas Klegin à la Hochschule Niederrhein de Krefeld, Pendant ses études, en 2006 et 2007, elle a travaillé comme assistante du professeur Hahn, acquérant une précieuse expérience dans l’enseignement et la recherche,.

### Carrière artistique
En 2008, Park a effectué une résidence en tant qu'artiste invitée à l’atelier de la Raketenstation Hombroich à Neuss, une expérience qui a influencé le développement de sa pratique artistique,. Son Son travail se caractérise par une fusion des techniques céramiques traditionnelles coréennes avec le design contemporain, reflétant son héritage biculturel. Les créations de Park explorent souvent des thèmes liés à la nature et à la transformation, utilisant des matériaux tels que la porcelaine et le verre pour réaliser des sculptures ainsi que des pièces fonctionnelles.

## Rôles d'enseignement et académiques
Park a été active dans le milieu universitaire, partageant son expertise avec des étudiants dans diverses institutions. De 2008 à 2015, elle a occupé un poste de chargée de cours à la chaire de Production individualisée en architecture à l’Université RWTH d’Aix-la-Chapelle. Jusqu’en 2019, elle a également exercé au sein de trois autres chaires de la faculté d’architecture de cette même université.

## Prix et reconnaissances
Tout au long de sa carrière, Park a reçu plusieurs distinctions :
- 2013 : Prix résident de l'International Ceramic Magazine Editors Association (ICMEA) à Fuping, Chine[1],[3].
- 2009 : Récompensé lors de « Manufactum », la 24e exposition d'État pour la détermination des prix d'État pour l'artisanat en Rhénanie-du-Nord-Westphalie[1],[3].
- 2008 : Deuxième prix à « Glasplastik und Garten », une exposition internationale à Munster[1],[3].
- 2005 : Reconnaissance au Concours International de la Biennale Mondiale de Céramique en Corée[1],[3].
- 2004 : Récompensé au « Moerser Kunstpreis » à Moers, en Allemagne[1],[3].

## Expositions
Le travail de Park a été présenté dans de nombreuses expositions :
- 2023 : Participation à « ArtArtist » au Raum für Kunst, Düsseldorf ; "Swing by" à la SITTart Gallery, Düsseldorf ; et le "LA Art Show" à Los Angeles, aux États-Unis[1].
- 2013 : Exposé au concours de l'International Ceramic Magazine Editors Association (ICMEA) à Fuping, Chine[1],[3].
- 2011 : Présenté dans "Transform" aux côtés d'Evangelos Papadopoulos, Gerd-xo et Christian Voigt à l'Atelierhaus Aix-la-Chapelle[3].
- 2009 : Présenté dans le cadre de « Manufactum », la 24e exposition d'État pour la détermination des prix d'État pour l'artisanat de Rhénanie du Nord-Westphalie au Niederrheinisches Museum für Volkskunde und Kulturgeschichte eV, Kevelaer[3].
- 2008 : Participation à « Glasplastik und Garten », une exposition internationale à Munster[3].

## Résidences
En 2019, Park était artiste en résidence au Centre créatif de Stöðvarfjörður en Islande, où elle s'est impliquée dans l'environnement local pour inspirer de nouvelles œuvres,.